# Delphinium sinoelatum
Delphinium sinoelatum är en ranunkelväxtart som beskrevs av Chang Y. Yang och B. Wang. Delphinium sinoelatum ingår i släktet storriddarsporrar, och familjen ranunkelväxter. Inga underarter finns listade i Catalogue of Life.